# Енгибарову — от зрителей
«Енгибарову — от зрителей» («Шут был вор: он воровал минуты…»; в «Собрании стихов и песен в трех томах» (1988) «Енгибарову — клоуну от зрителей») — стихотворение Владимира Высоцкого, написанное в 1972 году. Стихотворение посвящено памяти клоуна Леонида Енгибарова, умершего летом того же года. Впервые опубликовано в печатном виде в 1987 году в журнале «В мире книг».

## Содержание произведения
В стихотворении выводится клоун-«вор» в «иногда дурацком колпаке», крадущий грустные минуты, печаль, тоску у тех, кто пришёл на него посмотреть. Зрители, привыкшие, что «[е]сли клоун — должен быть смешной», ворчат, что шут недостаточно смешон, не сразу замечая пропажу грусти.
Сам же шут, забирая чужие печали, сам становится всё грустней, «[п]отому что груз чужого горя || По привычке он считал своим». Наконец, груз чужого горя, сделавшегося собственным, становится невыносим, так что актёр захлёбывается горем и у него ломается спина. Он умирает прямо на улице, на глазах у прохожих, которым кажется, что это просто упал пьяница. Автор отдаёт ему последние почести: «Этот трюк — уже не пантомима: || Смерть была — царица пантомим!»

## Обстоятельства создания, исполнение и публикация
Леонид Енгибаров — советский цирковой артист, клоун-мим, обладавший нестандартной игровой техникой и популярный в СССР в 1960-е и начале 1970-х годов (в 1971 году ему было присвоено звание народного артиста Армянской ССР). Енгибаров умер от сердечной болезни летом 1972 года, в возрасте 37 лет. Марина Влади в книге «Владимир, или Прерванный полёт» описывала отношение Высоцкого к Енгибарову, как «безграничную нежность» и «взаимное восхищение», упоминая, что они часто встречались в цирке у Юрия Никулина. По её словам, когда Высоцкому сообщили по телефону о смерти Енгибарова, Владимир разрыдался:
Енгибаров умер! Сегодня утром на улице Горького ему стало плохо с сердцем, и никто не помог — думали, что пьяный! <...> Он умер, как собака, прямо на тротуаре!Марина Влади. «Владимир, или Прерванный полёт»
Точность этого свидетельства оспаривает исследователь творчества Высоцкого Виктор Бакин, указывающий, что 25 июля 1972 года Енгибаров умер не на улице, а у себя дома. Другой специалист по Высоцкому, Владимир Новиков, списывает это несоответствие на тот факт, что Высоцкий, находившийся летом 1972 года в Прибалтике на съёмках фильма «Четвёртый», получил искажённую информацию из вторых рук — от кого-то, кто приехал из Москвы в Юрмалу через несколько дней после смерти Енгибарова.
Стихотворение «Енгибарову — от зрителей» было написано вскоре после смерти клоуна — по одним источникам, в августе 1972 года, по другим уже к его похоронам. В передаче «Эха Москвы», посвящённой связи Высоцкого с цирком, Антон Орехъ сообщает, что уже в августе 1972 года поэт прочитал стихотворение капитану Анатолию Гарагуле. По словам автора программы, это единственная сохранившаяся запись авторского исполнения этого стихотворения (в 2009 году это единственное исполнение было включено в документальный фильм Олега Васина «Поэт и клоун», посвящённый Высоцкому и Енгибарову). Текст стихотворения был опубликован в журнале «В мире книг» № 7 за 1987 год. Помимо авторского, известно исполнение этого стихотворения Всеволодом Абдуловым, вошедшее во второй диск двойного альбома «Владимир Высоцкий — …Хоть немного ещё постою на краю…», который выпустила фирма «Мелодия» также в 1987 году.

## Критика
Исследователи творчества Высоцкого отмечают перекличку стихотворения «Енгибарову — от зрителей» (которое В. Бакин называет «одним из самых пронзительных и горьких стихотворений» Высоцкого) с гамлетовской темой в жизни и творчестве автора. Так, Владимир Новиков указывает на совпадение ритма с произведением Бориса Пастернака «Гамлет» («Гул затих. Я вышел на подмостки…»), которое Высоцкий исполнял под музыку в начале одноимённого спектакля Театра на Таганке, а Анатолий Кулагин проводит параллель между образом «мрачноватого» шута в этом стихотворении и образами в другой работе Высоцкого — «Мой Гамлет», причём не только шута Йорика, но и самого лирического героя, который был шутом воспитан и научился скрывать «тайный взгляд, когда он зол и горек». Ещё одной чертой, связывающей эти стихотворения, Кулагин называет мотив непонимания толпы.

Новиков также отмечает созвучность другой пастернаковской строки «Слишком многим руки для объятья…» со словами из стихотворения Высоцкого: 
Слишком много он взвалил на плечи
Нашего — и сломана спина.
В этих строках Новиков видит одновременно и параллель с цитатой из «Преступления и наказания», где Свидригайлов, говоря о Раскольникове, произносит: «Сколько же он на себе перетаскал…». Ещё одним автором, с чьими мотивами перекликается «Енгибарову — от зрителей», называют Анну Ахматову, у которой в стихотворении 1945 года «Венок мертвым. I. Учитель» возникает образ человека, который «[в]есь яд впитал, … [в]сех пожалел, во всех вдохнул томленье — [и] задохнулся…».
По мнению Новикова, строки о чужом горе, которое шут считал своим, описывают не только Енгибарова, но и самого Высоцкого. Написанную примерно в это же время песню «Канатоходец» («Он не вышел ни званьем, ни ростом…») называют одновременно автобиографической и навеянной судьбою Енгибарова (на одноимённую пантомиму в репертуаре Енгибарова, фигурировавшую в частности в документальном фильме 1966 года, обратил внимание А. В. Скобелев). Часто также отмечается совпадение дат смерти: Высоцкий умер, как и Енгибаров, 25 июля, но в 1980 году.